# صورت‌گری در اسلام

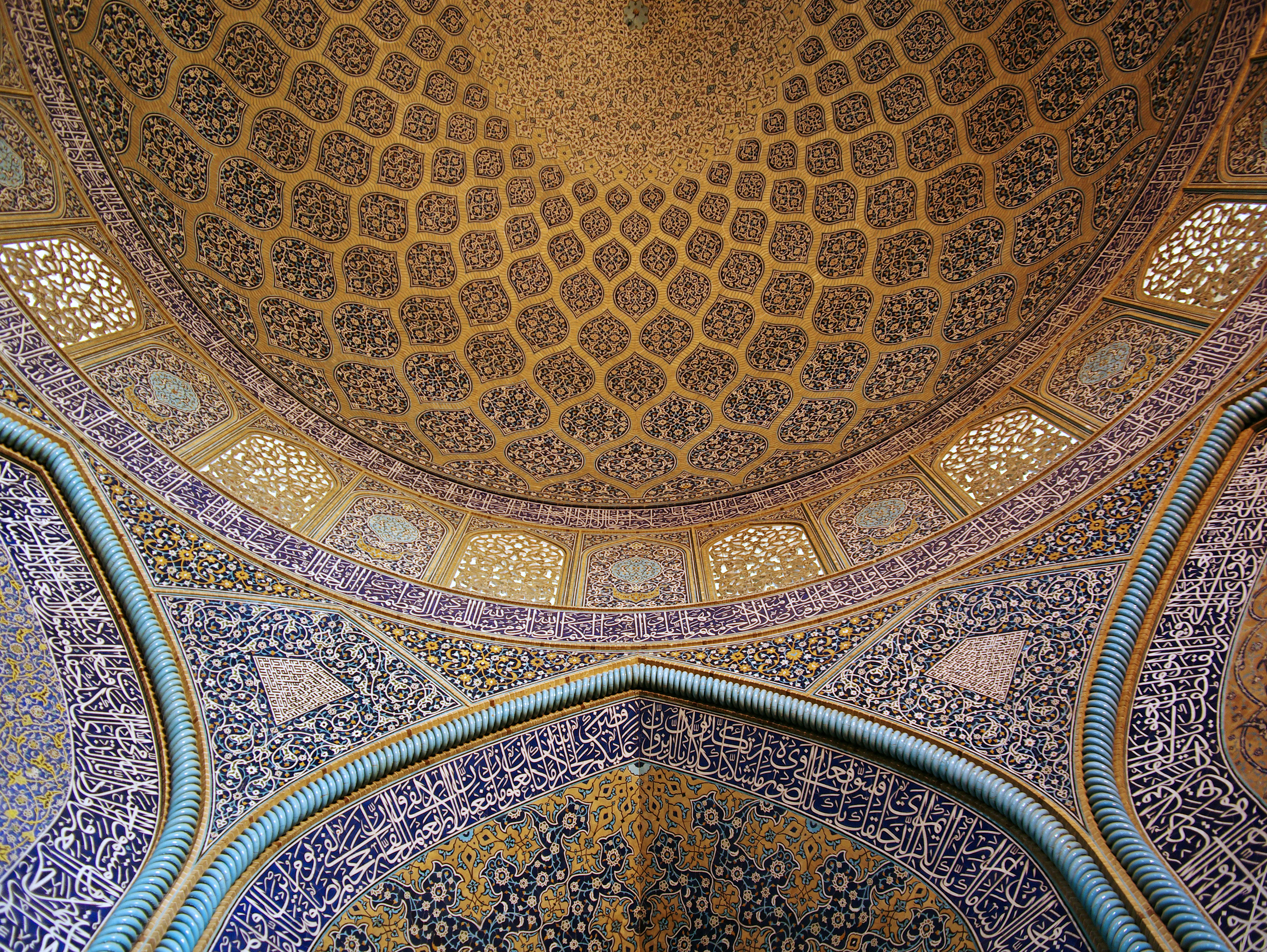
فضای درونی مسجد شیخ لطف‌الله در اصفهان، ایران

صورت‌گری در اسلام به معنی به تصویر‌کشیدن اشخاص مهم اسلامی، در اسلام ممنوع است. اصلی‌ترین ممنوعیت‌ها، حرمت تصاویر خدا در اسلام، و پس از آن تصویرسازی‌ها از محمد، و بعد پیامبران اسلامی و خویشان پیامبر (اهل بیت) می‌باشد، اما از انجام تصویرسازی از تمام انسان‌ها و حیوانات غیرانسانی در حدیث و سنت دیرپای مرجعیت‌های اسلامی، به خصوص مرجعیت‌های سنی، بر حذر داشته شده‌است. این منجر شده‌است به این که الگوهای هندسی، خوش‌نویسی و به ندرت طرح‌های شاخ و برگ‌های اسلیمی، و نگاره‌های «نیمه-شکل‌گرفته» (مثلاً بال‌ها بدون یک بدن) در هنر اسلامی غالب شوند.